# Llum de calci

Diagrama del limelight

La llum de calci o llum de Drummond, també anomenada limelight, és un tipus de llum d'escenari que es va utilitzar en teatres i music halls el segle xix, en el qual una flama d'oxihidrogen es projecta sobre una malla cilíndrica de calç viva (òxid de calci) que pot arribar a 2.572 °C abans de fondre's. Es genera una il·luminació d'alta intensitat; la llum es produeix per una combinació d'incandescència i candoluminescència. Encara que ja fa molt de temps que va ser substituït per l'arc elèctric, el terme ha sobreviscut a Anglaterra: quan algú és un personatge públic famós, encara es diu que es troba sota el limelight.

## Història
L'efecte va ser descobert en la dècada de 1820 per Goldsworthy Gurney, gràcies al treball amb la torxa oxhídrica, encara que la invenció s'atorga normalment a Robert Hare. El 1825, un enginyer escocès, Thomas Drummond (1797-1840), va veure una demostració de l'efecte de Michael Faraday i es va adonar que aquesta llum podia ser útil per a la topografia. Drummond en va construir una versió operativa el 1826, per això el limelight és de vegades conegut com a llum de Drummond  en honor seu.
El limelight va ser utilitzat per primera vegada en públic a la Royal Opera House de Londres el 1837 i va gaudir d'un ampli ús en teatres de tot el món entre els anys 1860 i 1870. Els limelights van ser emprats per posar en relleu als solistes, de la mateixa manera que avui es fa amb el modern followspot.
El limelight va ser reemplaçat per l'arc elèctric ja en el segle xix.